# Canichana
Canichana (Canesi, Kanichana), pleme američkih Indijanaca izolirane porodice Canichanan nastanjeni u bolivijskom departmanu Beni duž rijeka río Machupo i río Irurupuro. Canichane danas (2003) broje oko 420 duša u općini San Javier u selima San Pedro Nuevo, Tejerias, Bambuses, Villa Chica i Toboso. Uzgajivači su kasave, graha, kukuruza i drugih kultura. Jezično su nesrodni svim ostalim plemenima, pa čine samostalnu porodicu. 

## Vanjske poveznice
- Canichana  Arhivirana inačica izvorne stranice od 11. travnja 2008. (Wayback Machine)
- Pueblo Canichana  Arhivirana inačica izvorne stranice od 22. veljače 2008. (Wayback Machine)